# Schmiedemanipulator
Ein Schmiedemanipulator ist ein Fahrzeug, das in einer Freiformschmiede zur Bewegung des Werkstücks zwischen den Sätteln dient. Gegebenenfalls kann der Schmiedemanipulator auch zum Transport des Werkstücks zwischen Wärmeofen und Schmiede zum Einsatz kommen. Es gibt frei verfahrbare sowie schienengebundene Ausführungen.

## Geschichte
Der erste Schmiedemanipulator wurde vermutlich 1897 von der Firma Vickers in den USA hergestellt und war durch eine Dampfmaschine angetrieben. Die erste erfolgreiche Version produzierte 1925 das Unternehmen von John Baker und Henry Bessemer Baker & Bessemer Co. im englischen Kilnhurst (South Yorkshire).